# Sandhuggorm
Sandhuggorm (Vipera ammodytes) är en huggorm som förekommer i sydöstra Europa och Mindre Asien. Den är giftig och beryktad som den farligaste huggormen i Europa, men det är sällsynt med mänskliga dödsfall så länge den som blivit biten får vård. Trots att dess trivialnamn är "sandhuggorm" så håller den företrädesvis till i klippiga habitat.
Artepitetet i det vetenskapliga namnet är bildat av de gammalgrekiska orden ammos (sand) och dutes (grävare/dykare).

## Kännetecken
Sandhuggormen kan nå en längd på upp till omkring 90 centimeter, men de flesta blir inte så långa utan är något mindre. Den är en kraftig orm med ett variabelt utseende, grundfärgen på kroppen kan vara ljust brunaktig till rödbrun eller gråaktig. På ryggen har den ett sicksackmönster. Huvudet är sett från ovan trekantigt och på nosen har ormen ett köttigt utskott, som ett kort horn. Den är känd för att vara den farligaste huggormen i Europa, detta på grund av sin längd, sina långa huggtänder (upp till 13 mm långa) och sitt starka gift.

## Utbredning
Utbredningsområdet sträcker sig från södra Österrike och nordöstra Italien över Balkanhalvön till södra Grekland (utom Kreta) och västra Turkiet. En liten population introducerades i Schweiz.
Arten lever i låglandet och i bergstrakter upp till 2500 meter över havet. Sandhuggormen föredrar klippiga regioner med glest fördelad växtlighet samt öppna skogar, buskskogar, områden med extensivt jordbruk, vinodlingar och trädgårdar. De besöker ibland andra landskap.

## Levnadssätt
Sandhuggormen är en marklevande, dagaktiv orm. Om den inte känner sig hotad är den vanligen inte aggressiv av sig. Dess byten är främst små däggdjur, som gnagare, men den kan också ta små fåglar och ödlor. Parningen sker på våren, april till maj, och fortplantningen är vivipar, det vill säga att honan föder levande ungar.

## Hot
Flera exemplar fångas för giftets skull som brukas i medicinen. Andra individer dödas av människor som inte vill ha giftiga ormar nära sin bostad. Hela populationen minskar men den är fortfarande stor. IUCN listar sandhuggormen som livskraftig (LC).